# Črna maša
Črna maša je satanističen obred, ki temelji na posnemanju in zaničevanju katoliške maše. Koncept črne maše obstaja že stoletja, a so bile po mnenju večine strokovnjakov črne maše prvič zares izvajane šele tekom 20. stoletja, ko so jih začele uprizarjati razne sodobne satanistične skupine.

## Značilnosti izvajanja
Čeprav ne obstaja poenoten pristop izvedbe črne maše, ta vselej temelji na norčevanju iz katoliškega obreda. Hostje so med obredom oskrunjene na raznotere načine. Namesto svete vode se lahko uporablja urin, namesto hostje pa repa.
Črno mašo vodi izobčeni duhovnik po obredu, ki je predpisan v priročnikih za magijo. Nad oltarjem je pogosto glava kozla z brado in rogovi ali opolzka upodobitev Kristusa. Vodja obreda in njegovi pomočniki so oblečeni samo v črne halje, ki so okrašene z satanskimi simboli. Obred opravijo na zadnjici ali na trebuhu gole ženske, ki leži na oltarju. Posvečene hostije, ki jih običajno med obredom omočijo v ženskem spolovilu, ukradejo prej v kaki cerkvi.

## Namen
Sodobni satanizem biblijsko upodobitev Satana dojema v pozitivnem smislu kot simbol borbe za osebno svobodo in upor proti avtoritetam (nekateri satanisti verujejo v dejanski obstoj Satana in ga častijo, drugi pa ga pojmujejo kot prispodobo, ki pooseblja njihove vrednote, a v njegov obstoj ne verjamejo). Nekatere skupnosti sodobnih satanistov uprizarjajo črne maše kot skupinski obred. Anton LaVey, ustanovitelj Cerkve Satana leta 1966, je črno mašo razložil kot simbolično izražanje nasprotovanja Katoliški cerkvi prek šaljenja iz katoliških verskih prepričanj in praks; z izvajanjem črne maše naj bi sodelujoči izražali upor proti organizirani religiji in hkrati izražali svojo individualnost (LaVey je sicer menil, da je dejansko uprizarjanje črne maše zastarelo in neprimerno za sodobne čase).